# Transkripční faktor

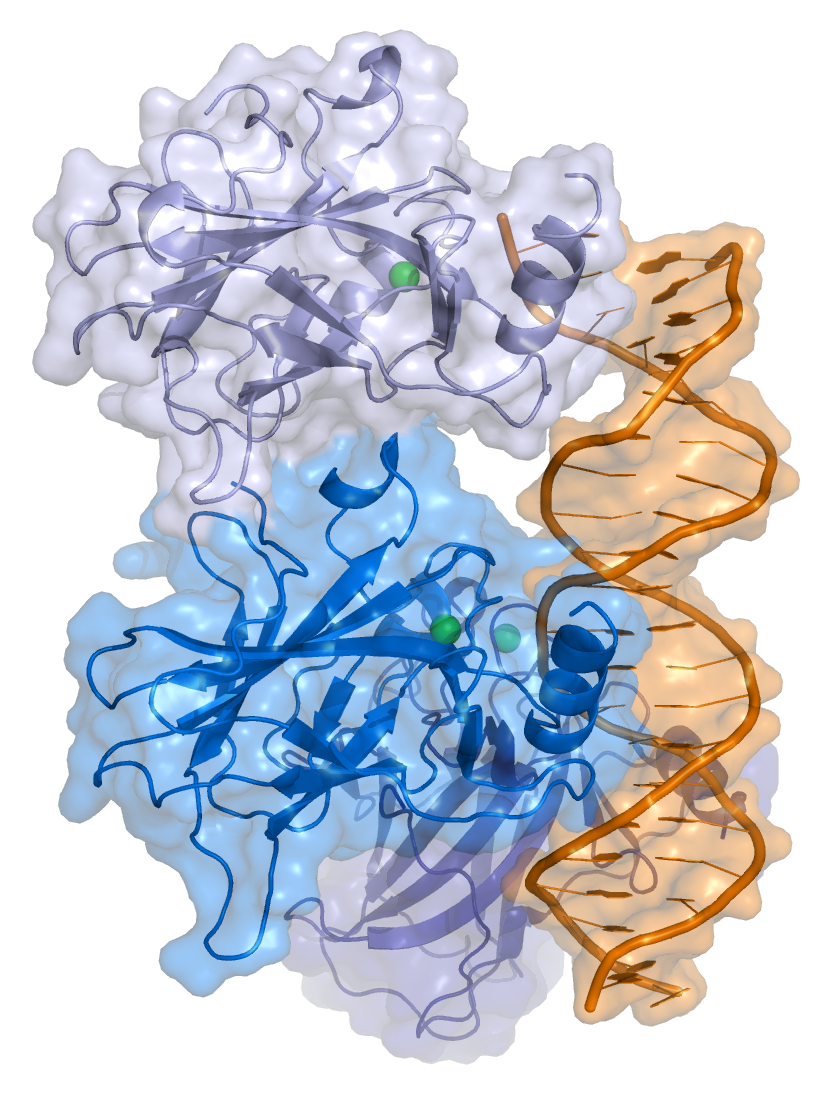
Transkripční faktor p53 v komplexu s DNA

Transkripční faktor je termín užívaný pro jakýkoliv protein, který má schopnost spouštět či jinak regulovat transkripci DNA. Zahrnuje proto jak specializované proteiny spouštějící transkripci u konkrétních genů, tak i obecné faktory nutné pro správný průběh procesu transkripce.

## Známé eukaryotické transkripční faktory
K obecným transkripčním faktorům při transkripci pomocí RNA polymerázy II patří zejména proteiny TFIIA, TFIIB, TFIIE, TFIIF a TFIIH. Tyto se mnohdy účastní přímo na tvorbě preiniciačního komplexu (tzn. více či méně interagují s RNA polymerázou). Významným proteinem (který je součástí jednoho z těchto faktorů) je TBP, tedy protein vážící se na TATA box sekvenci DNA, přítomnou na počátku každého přepisovaného genu (v oblasti promotoru).